# Географ (залив)
Географ (на английски: Geographe Bay) е залив в югоизточната част на Индийския океан, край югозападния бряг на Австралия, в щата Западна Австралия. Вдава се в сушата на 35 km на юг, а ширината на входа му е 60 km. На запад се загражда от полуостров Натуралист, завършващ с нос Натуралист. Бреговете му са обкръжени с пясъчни плитчини и рифове. От изток в него се влива река Васа. Приливите са денонощни, с височина до 1 m. На източното му крайбрежие е разположен пристанищният град Банбъри, а на южното – Баселтън. Заливът Географ е открит през май 1801 г. от френската хидрографска експедиция, възглавявана от Никола-Тома Боден, който го наименува в чест на своя кораб „Географ“, а носа, заграждащ го от запад – в чест на другия кораб на експедицията „Натуралист“.